# Schizoprymnus
Schizoprymnus is een geslacht van insecten uit de orde vliesvleugeligen (Hymenoptera) en de familie schildwespen (Braconidae).

## Soorten
Deze lijst van 133 stuks is mogelijk niet compleet.
- S. acataphractus (Snoflak, 1953)
- S. admirabilis Papp, 1991
- S. ambiguus (Nees, 1816)
- S. americanus Ashmead, 1889
- S. angustatus (Herrich-Schaffer, 1838)
- S. angustissimus Snoflak, 1953
- S. apicalis (de Saeger, 1948)
- S. aramus Papp, 1993
- S. azerbajdzanicus (Abdinbekova, 1967)
- S. azerbajdzhanicus (Abdinbekova, 1967)
- S. beitun (Chou & Hsu, 1996)
- S. belairi Papp, 1991
- S. bicolor (Chou & Hsu, 1996)
- S. bidentulus (Szepligeti, 1901)
- S. bimus Papp, 1991
- S. borpian (Chou & Hsu, 1996)
- S. brevicornis (Herrich-Schaffer, 1838)
- S. brevipennis (Melander & Brues, 1903)
- S. buriaticus Belokobylskij, 1998
- S. calurus Papp, 1993
- S. calvus (Chou & Hsu, 1996)
- S. cataphractus (Snoflak, 1953)
- S. cavernus Papp, 1989
- S. collaris (Thomson, 1874)
- S. commotus Papp, 1989
- S. compactus Belokobylskij, 1994
- S. coniculus Papp, 1999
- S. consobrinus (de Saeger, 1948)
- S. corniculiger Papp, 1991
- S. crassiceps (Thomson, 1892)
- S. crustus (de Saeger, 1948)
- S. curvatus (Chou & Hsu, 1996)
- S. cylindricus (Snoflak, 1953)
- S. chiu (Chou & Hsu, 1996)
- S. chouwen (Chou & Hsu, 1996)
- S. chunji (Chou & Hsu, 1996)
- S. daci (Szepligeti, 1911)
- S. dadianshanicus Belokobylskij, 1998
- S. dauricus Telenga, 1941
- S. deres Papp, 1991
- S. distinctus (Chou & Hsu, 1996)
- S. distorquatus Papp, 1981
- S. doryphorus Papp, 1991
- S. edentulus (Szepligeti, 1901)
- S. elongatus (Szepligeti, 1898)
- S. emarginatus (Snoflak, 1953)
- S. eminens Papp, 1993
- S. erythrocephalus (de Saeger, 1948)
- S. erzurumus Belokobylskij, Guclu & Ozbek, 2004
- S. eurygaster (Snoflak, 1953)
- S. excisus (Snoflak, 1953)
- S. fessus (Chou & Hsu, 1996)
- S. fumatus (Herrich-Schaffer, 1838)
- S. gotoi Belokobylskij & Maeto, 2007
- S. granatus Papp, 1993
- S. grandis Telenga, 1941
- S. gregori (Snoflak, 1953)
- S. grodekovi Belokobylskij, 1998
- S. hilaris (Herrich-Schaffer, 1838)
- S. honshuensis Belokobylskij & Maeto, 2007
- S. hui (Chou & Hsu, 1996)
- S. imitatus Papp, 1993
- S. irrepertus Papp, 1991
- S. kaizawus Belokobylskij & Maeto, 2007
- S. ketiao (Chou & Hsu, 1996)
- S. kueichia (Chou & Hsu, 1996)
- S. lienhuachihensis (Chou & Hsu, 1996)
- S. lissostrigus (de Saeger, 1948)

- S. loi (Chou & Hsu, 1996)
- S. longiseta (Herrich-Schaffer, 1838)
- S. luteipalpis (Snoflak, 1953)
- S. maai Papp, 1993
- S. mesocaudus van Achterberg & Ng, 2009
- S. moldavicus Tobias, 1986
- S. monticola (de Saeger, 1948)
- S. nanus (de Saeger, 1948)
- S. nigripes (Thomson, 1892)
- S. obscurus (Nees, 1816)
- S. oncogena Belokobylskij, 1994
- S. opacus (Thomson, 1892)
- S. ovatus (Chou & Hsu, 1996)
- S. ozlemae Beyarslan, 1988
- S. palpator Tobias, 1976
- S. pallidipennis (Herrich-Schaffer, 1838)
- S. parvus (Thomson, 1892)
- S. peishula Belokobylskij, 1998
- S. phillipsi Viereck, 1911
- S. phyrtattus Papp, 1993
- S. plenus (Chou & Hsu, 1996)
- S. politus Papp, 1984
- S. protuberans Belokobylskij, 1998
- S. puellaris Papp, 1993
- S. pullatus (Dahlbom, 1833)
- S. quadridens Belokobylskij, 1998
- S. quadridentatus Papp, 1971
- S. querculus Papp, 1989
- S. rasus Papp, 1999
- S. reflexus Papp, 1991
- S. remotus (de Saeger, 1948)
- S. rimosus Tobias, 1966
- S. robustus (Chou & Hsu, 1996)
- S. rubens Jakimavicius, 1973
- S. rufiscapus Telenga, 1941
- S. sculpturatus (Snoflak, 1953)
- S. sedlacekorum Papp, 1991
- S. shan (Chou & Hsu, 1996)
- S. spinosus Belokobylskij, 1994
- S. stenopygus (Snoflak, 1953)
- S. subangustatus Tobias, 1976
- S. subrimosus Tobias & Saidov, 1997
- S. subutus Papp, 1991
- S. sulcatus (Szepligeti, 1901)
- S. szelenyii Papp, 1991
- S. tantalus Papp, 1981
- S. telengai Tobias, 1976
- S. temporalis Tobias, 1966
- S. terebralis (Snoflak, 1953)
- S. testudinatus (de Saeger, 1948)
- S. texanus (Cresson, 1872)
- S. torreador Papp, 1991
- S. torreadoroides van Achterberg & Ng, 2009
- S. tortilis Papp, 1984
- S. tridentatus (de Saeger, 1948)
- S. tshitaensis Belokobylskij, 1998
- S. tsymbalorum Belokobylskij, 1994
- S. tuberosus Telenga, 1941
- S. tungpuensis (Chou & Hsu, 1996)
- S. ungularis Belokobylskij, 1994
- S. urticus Papp, 1991
- S. ussuricus Belokobylskij, 1994
- S. vissas Papp, 1991
- S. vuptus Papp, 1993